# Opaciteit (fonologie)
Met fonologische opaciteit (Engels: counter-feeding opacity)  wordt het verschijnsel bedoeld dat de werking van een fonologische regel in de oppervlaktevorm van een of meer woorden niet zichtbaar is doordat er in dezelfde context nog een ander fonologisch proces plaatsvindt. 
Fonologische opaciteit hangt nauw samen met regelordening (zie feeding order en bleeding order voor meer uitleg hierover). Het verschijnsel speelt met name een belangrijke rol in de Optimaliteitstheorie. 

## Voorbeelden
Een voorbeeld is te zien in het dialect van Aalst en enkele naburige dialecten. Hier vindt in bepaalde contexten tegelijkertijd regressieve assimilatie van nasalen (als sandhi) en deletie van de sjwa plaats. Doordat de eerste regel eerder heeft gegolden dan de laatste, is het effect van regressieve nasaalassimilatie niet zichtbaar in  [ɣɾy:n bʋəmən], "groene bomen" (onderliggend: /ɣɾy:nə bʋəmən/) niet meer zichtbaar. Hadden progressieve assimilatie van nasale eindklanken en sjwa-deletie hier in omgekeerde volgorde gegolden, dan was sprake geweest van een voedende volgorde van regels en was het effect van de eerste regel wel zichtbaar geweest. Dit is daadwerkelijk het geval voor bijvoorbeeld de vorm [ɣɾy:m bʋəməkə], "groen boompje", waar geen sjwa-deletie heeft plaatsgehad.